# Maharda (dystrykt)
Maharda – jedna z 5 jednostek administracyjnych drugiego rzędu (dystrykt) muhafazy Hama w Syrii.
W 2004 roku dystrykt zamieszkiwało 144 506 osób.